# Boulder Rapid
Die Boulder Rapid ist eine Stromschnelle des Motu River in der Region Bay of Plenty auf der Nordinsel Neuseelands. Sie liegt südwestlich und stromaufwärts der Helicopter Rapid in der Raukumara Range.